# KAT-TUN
I KAT-TUN (カトゥーン, Katūn) sono una boy band giapponese creata dalla Johnny & Associates (Johnny's) nel 2001. Il nome del gruppo è un acronimo formato dalle iniziali dei cognomi di ogni membro. A seguito dell'abbandono della band da parte di Jin Akanishi, la "a" di KAT-TUN è resa prolungando l'iniziale di Kamenashi alla seconda lettera. Al momento è una delle band più famose del Giappone: tutti i singoli, gli album e i DVD del gruppo hanno debuttato alla posizione numero 1 delle classifiche Oricon.
Il loro debutto è avvenuto tramite la triplice pubblicazione in contemporanea di un singolo, un album e un DVD (rispettivamente Real Face, Best of KAT-TUN e Real Face Film) sotto la loro etichetta esclusiva J-One Records. Nel 2016, anno del loro 10º anniversario, il gruppo si prende una pausa. Nel 2018 ritornano con un singolo Ask Yourself e un nuovo tour.

## Storia

### 2001-2006: Formazione e attività prima del debutto
Prima che diventassero i KAT-TUN, ogni membro apparteneva a diverse unità di Junior all'interno della compagnia Nel 2001, ogni membro fu scelto per essere un ballerino temporaneo per supportare il membro dei KinKi Kids Kōichi Dōmoto nel programma musicale NHK, Pop Jam. In questi membri non era incluso Tanaka; ad ogni modo, i membri furono scelti per essere un gruppo prima di diventare i KAT-TUN, con gli attuali membri. Anche se la formazione doveva essere solo temporanea, i KAT-TUN ricevettero molta attenzione, quindi la formazione fu definitiva.
Nel 2002, in risposta a molte richieste, i KAT-TUN fecero il loro primo concerto, Okyakusama wa Kamisama - Concert 55man nin Ai no request ni Kotaete, che poi fu realizzato in un DVD. Lo stesso anno, hanno fatto 11 show in un solo giorno. Questo è il record in Giappone per il maggior numero di performance mai fatte in un giorno. Da allora, i KAT-TUN hanno fatto concerti in Giappone quasi ogni stagione.
Nel 2003-2004, la loro popolarità raggiunse quella di un gruppo già debuttato, al punto che hanno fatto performance nei Music Station tantissime volte prima di debuttare.
Nel 2005, i KAT-TUN pubblicarono il loro primo importante DVD, Live Kaizokuban, che raggiunse la cima di Oricon yearly chart per essere uno dei DVD più venduti. Al 20th Japan Gold Disc Awards, Live Kaizokuban si piazzò in "Music Videos of the year".

### 2006: Debutto
Il loro debutto fu annunciato il 29 gennaio del 2006 per il 22 marzo. Questo fu un evento atteso per cinque anni sia per ogni membro della band che per i loro fans. Arrivata la data, i KAT-TUN realizzarono il loro singolo di debutto Real Face accompagnato da un album, Best of KAT-TUN, e un DVD Real Face Film. Questi furono realizzati sotto la loro etichetta, J-One Records. Il gruppo fece anche un tour in tutto il Giappone, Live of KAT-TUN "Real Face", per supportare l'album.
Solo nella prima settimana furono vendute 556 548 copie di Best of KAT-TUN, del CD singolo di Real Face 754 234 copie e di Real Face Film 374 202 copie. Con questi numeri di copie vendute, i KAT-TUN detengono il record del singolo più venduto in una settimana (vinto precedentemente dagli Arashi col loro singolo di debutto Arashi del 1999) e la stessa cosa accadde per il DVD. In più, Real Face era al top di Oricon charts per tre settimane intere, facendo di loro i primi artisti in un millennio ad avere questo record. Il singolo arrivò ad essere venduto in più di un milione di copie in nove settimane, facendo di Real Face il singolo più famoso di tutto il Giappone nel 2006.
Nel marzo del 2006, KAT-TUN divennero il primo gruppo a fare i loro concerti stabilmente al Tokyo Dome, lo stadio più famoso del Giappone. Fecero concerti per più di 110 000 persone in due giorni e circa 630 000 persone nella durata totale del tour. Tre mesi dopo aver realizzato Real Face, i KAT-TUN realizzarono il loro secondo singolo, Signal, il 19 luglio 2006. Come ci si aspettava, anche questo singolo arrivò al top di Oricon chart avendo venduto 400 000 copie.
Il 12 ottobre 2006, Akanishi annunciò il suo allontanamento temporaneo dal gruppo per andare a studiare lingue in America, lasciando i KAT-TUN come un gruppo di cinque membri per sei mesi. I cinque membri rimasti continuarono la loro attività e fecero il loro terzo singolo, Bokura no Machi de (come sigla per il dorama di Kamenashi e Tanaka, Tatta Hitotsu no Koi), e il loro secondo album, Cartoon KAT-TUN II You, il 7 dicembre del 2006. Nonostante mancasse una delle voci principali, l'album raggiunse lo stesso il top delle classifiche.

### 2007:Cartoon KAT-TUN II You
Sotto lo stesso nome del loro secondo album, i KAT-TUN iniziarono il loro secondo tour nazionale, Tour 2007 Cartoon KAT-TUN II You, ancora senza Akanishi, il 3 aprile 2007. Il giorno dopo,i KAT-TUN il loro show Cartoon KAT-TUN, che va in onda ogni mercoledì dalle 11:55 P.M. alle 12:26 A.M..
Akanishi è tornato in Giappone il 19 aprile del 2007 e ha ricominciato la sua attività nel gruppo il giorno dopo. Akanishi si è riunito al gruppo durante un concerto del loro tour, il 21 aprile 2007. La sua entrata in scena l'ha riaffermato come membro ufficiale dei KAT-TUN.
Il 6 giugno 2007, i KAT-TUN realizzarono il loro quarto singolo, "Yorokobi no Uta", come canzone del drama di Kōki, Tokkyu Tanaka 3 Go. Il singolo raggiunse la prima posizione in una settimana. Anche se Yorokobi no Uta è ufficialmente il quarto singolo dei KAT-TUN, in realtà You, canzone del dorama di Kamenashi, Suppli, avrebbe dovuto essere il quarto, ma la mancanza di Akanishi non permise di pubblicare You come singolo ufficiale, anche se ne venne realizzato il video musicale, appena rientrò dall'America.
Il 21 novembre 2007 realizzarono il loro quinto singolo, Keep the Faith, come canzone per il drama di Akanishi e Taguchi, Yukan Club. Divenuta un successo strepitoso, Keep the Faith sormontata come primo singolo in ogni classifica settimanale di tutto il Giappone. 
Dopo i KinKi Kids, i KAT-TUN sono i secondi artisti ad avere ogni singolo dal debutto ad aver raggiunto 300 000 vendite nella prima settimana.
Al ventunesimo Japan Gold Disc Awards, Real Face divenne singolo dell'anno; Real Face, Signal e Bokura no Machi de furono inclusi nella lista dei 20 singoli più famosi del 2007. Inoltre, il loro album di debutto, Best of KAT-TUN, si piazzò nei 10 album più famosi del 2007, e il loro DVD, Real Face Film, fu anche incluso nella lista dei migliori video musicali del 2007.

### 2008: -Queen of Pirates
I KAT-TUN realizzarono il loro sesto singolo, Lips, il 6 febbraio del 2008, come canzone del dorama di Kamenashi, One Pound Gospel. Il singolo raggiunse la prima posizione di Oricon Chart.
Al ventiduesimo Japan Gold Disc Awards, Bokura no Machi de e Keep the Faith divennero due dei 10 singoli migliori. Il DVD del loro concerto, Live of KAT-TUN "Real Face", vinse anche uno dei tre Best Music Videos awards.
Il 30 marzo del 2008, fu annunciato che i KAT-TUN avrebbero fatto il loro terzo tour nazionale, cominciando a Hiroshima il 21 giugno.
Il 22 aprile del 2008 fu annunciato che i KAT-TUN avrebbero realizzato il loro terzo album, KAT-TUN III Queen of Pirates il 4 giugno del 2008.
I KAT-TUN realizzarono il loro settimo singolo, Don't U Ever Stop, il 14 maggio del 2008, che arrivò alla posizione numero uno di Oricon Chart. La release includeva tre edizioni limitate, con all'interno due assoli per due singoli membri. Il primo includeva una canzone assolo di Kamenashi e una di Taguchi, il secondo di Akanishi e Tanaka, e il terzo di Ueda e Nakamaru.
Il 15 maggio del 2008, a Music Station, Kamenashi annunciò che due show sarebbero stati aggiunti a quelli già previsti per il loro tour nella tappa al Tokyo Dome, arrivando a un numero complessivo di sette giorni consecutivi di concerti al Dome. In seguito fu aggiunta un'ottava data, sempre consecutiva. Questo divenne un evento storico nella storia del Dome, e i KAT-TUN divennero i primi artisti a tenere dei concerto per otto giorni consecutivi allo stadio da quando aveva aperto nel 1988. Altri artisti giapponesi, come gli SMAP, gli X Japan e Ayumi Hamasaki hanno avuto solo tre giorni consecutivi al Dome. I Rolling Stones e Michael Jackson hanno suonato tanti giorni al Dome, ma non consecutivamente.
Il 3 dicembre del 2008, i KAT-TUN realizzarono White X'mas, il loro primo singolo natalizio. La release consisteva in un'edizione limitata e una regolare. Il singolo, non destinato ad essere la canzone di un drama di uno dei componenti del gruppo, vendette più di 250 000 copie nella prima settimana.
Il 21 dicembre 2008, venne annunciato che i KAT-TUN avrebbero realizzato un nuovo singolo One Drop come canzone per il nuovo drama di Kamenashi, Kami no Shizuku, solo due mesi dopo il singolo White X'mas. La release consisteva in tre versioni: Edizione limitata con DVD, edizione regolare (di primo tipo) e un'altra edizione regolare.

### 2009:Break the Records: By You & For You
Il 1º gennaio del 2009, fu annunciato che Kamenashi avrebbe continuato con suo ruolo Dream Boys a settembre con 38 show. Lo spettacolo dovrebbe continuare per altri sei anni. In più, i KAT-TUN realizzarono il KAT-TUN Live Tour 2008 Queen of Pirates DVD, che includeva il loro ultimo giorno al Tokyo Dome.
L'11 febbraio del 2009 i KAT-TUN realizzarono ufficialmente One Drop per il dorama di Kamenashi, Kami no Shizuku. Divenne il nono singolo consecutivo dei KAT-TUN ad arrivare alla posizione numero uno, vendendo 281 359 copie nella prima settimana.
Un mese dopo, l'11 marzo del 2009, i KAT-TUN realizzarono Rescue per il drama di Nakamaru, Rescue: Tokubetsu Kodo Kyujotai. Divenne il decimo singolo consecutivo dei KAT-TUN's dal debutto a piazzarsi alla prima posizione, vendendo 322 597 copie nella prima settimana. Con questo risultato i KAT-TUN sono i secondi artisti ad aver incassato di più con i loro singoli dal debutto (i KinKi Kids sono al numero 1 con 28 singoli). Una settimana dopo l'uscita di Rescue, fu rivelato nel sito ufficiale dei KAT-TUN che sarebbe uscito il loro quarto album.
Il 1º aprile 2009, il titolo dell'album, Break the Records: By You & For You, fu rivelato insieme al nome dei brani all'intero dell'album; l'uscita del disco fu programmata per il 29 aprile del 2009.
Per quanto riguarda le notizie sui concerti dei KAT-TUN per il 2009, fu annunciato il 23 gennaio che i KAT-TUN avrebbero fatto 7 giorni consecutivi al Tokyo Dome, l'arena più grande e prestigiosa del Giappone. Inoltre, i KAT-TUN i primi artisti nella storia a farlo. Tuttavia, entro la fine di marzo, a causa del gran numero di biglietti prenotati, ai concerti dei KAT-TUN di Break the Records vennero aggiunte delle date extra. I KAT-TUN fecero 8 giorni consecutivi al Dome dal 15 maggio al 22, 3 giorni a Osaka dal 29 maggio al 31, e 2 giorni di nuovo al Tokyo Dome dal 14 giugno al 15. Per un totale di 13 concerti in due città, e 10 giorni in totale per il Tokyo Dome.
Le vendite per gli 8 giorni consecutivi al Tokyo Dome furono disponibili dal 4 aprile 2009. Il giorno stesso tutti i 440 000 posti a sedere furono esauriti.
Durante l'ultimo degli 8 giorni al Tokyo Dome, fu annunciato che i KAT-TUN avrebbero ancora una volta continuato il tour in tutto il Giappone dal 7 luglio.
Inoltre, è stato segnalato il 24 maggio che Johnny Kitagawa ha avuto un riconoscimento per gli 8 giorni dei KAT-TUN dalla società di Guinness World Records, per il record del maggior numero di giorni consecutivi con i posti a sedere nello stadio con più di 50.000 spettatori

### 2010:Love yourself ～君が嫌いな君が好き～/The D-MOTION, abbandono da parte di Jin Akanishi
Il 10 febbraio del 2010 è uscito nei negozi giapponesi l'undicesimo singolo dei KAT-TUN: Love yourself ～Kimi ga kirai na kimi ga suki～, il singolo contiene il brano Love Yourself, sigla del nuovo drama di Kamenashi, Yamato Nadeshiko Shingi Henge (drama dove recitano due colleghi di Kamenashi, Yuya Tegoshi e Hiroki Uchi), ma contiene a sua volta un altro singolo, ovvero THE D-MOTION. La canzone era già ascoltabile in un Commercial realizzato dal gruppo. Per entrambe le canzoni è stato realizzato un video musicale, e sono uscite tre versioni del singolo. La prima comprende i brani di Love Yourself e The D-MOTION con un brano inedito di Kamenashi (Aishiteru Kara) e il video musicale e il making of di Love Yourself, la seconda comprende Love Yourself, THE D-MOTION, un brano inedito di Akanishi (A page) e il video musicale e il making of di The D-Motion, la terza, ovvero la versione regolare, comprende entrambe le canzoni più le basi e una nuova canzone dei KAT-TUN, Heart Beat. Il singolo già alla prima settimana dopo l'uscita si è piazzato al primo posto di Oricon Chart. Il 2010, dicono i KAT-TUN, sarà un anno impegnativo e pieno di sorprese. Sempre nel 2010 l'agenzia ha annunciato che Akanishi Jin si ritira dal gruppo per potersi impegnare nella sua carriera solista.

### 2011: 5º anniversario
Nel giorno della vigilia di Natale il gruppo ha annunciato l'uscita del loro quattordicesimo singolo Ultimate Wheels, prevista per il 2 febbraio, lo stesso giorno in cui sarebbe uscito lo spot pubblicitario della Suzuki Solio, nel quale appaiono i cinque membri del gruppo. Il 6 gennaio i KAT-TUN annunciano del KAT-TUN Live Tour 2011 da maggio ad ottobre, ma a causa del terremoto e tutto ciò che ne è seguito viene annullato; il tour includeva 5 Dome tour ed un evento speciale il 17 e 19 luglio a Fukuoka, inoltre, dopo ottobre, avrebbero dovuto iniziare il loro Tour in Asia, con tappe in Thailandia, Taiwan e Corea. 
Ultimate Wheels diventa il loro quattordicesimo singolo arrivato primo in classifica all'Oricon's weekly chart sin dal loro debutto. Il numero totale di copie vendute durante la prima settimana superava le 180 000 copie riportate dall'Oricon. Nei primi di marzo i KAT-TUN annunciano tre nuove canzoni: Perfect, per il nuovo spot pubblicitario di Kamenashi per l'Aoki TV, White, per uno spot della Sofina, e Diamond, come canzone-tema per la trasmissione televisiva Dramatic Game 1844.
Il 29 marzo fu annunciato che la Johnny's avrebbe iniziato un nuovo progetto di beneficenza chiamato Marching J, un progetto di raccolta fondi per le vittime del terremoto di Tōhoku. La prima parte del progetto durò dal 1° al 3 aprile. Della compagnia presero parte KAT-TUN, NEWS, Kanjani8, Hey!Say!JUMP, Kinki Kids, V6, SMAP, Tackey and Tsubasa, Arashi, Tokyo ed altri Johnny's Juniors. Il primo evento si tenne a Tokyo, avanti alla palestra di Yoyogi. I gruppi si alternavano secondo i loro impegni, parlando con i fan e chiedendo donazioni per le vittime del terremoto.
Il 18 maggio venne pubblicato il quindicesimo singolo dei KAT-TUN White, che includeva anche Perfect, ed annunciarono anche due nuove canzoni: Cosmic Child, per uno spot di Wing TV e Run for You, per un nuovo spot pubblicitario per la nuova Suzuki Solio. Il 29 maggio tutti i membri dei KAT-TUN presero parte ad un altro progetto di Marching J: "Johnny's Charity Baseball Tournament", con altri artisti della Johnny ed altri Juniors, al Tokyo Dome, durante il quale la somma guadagnata con i biglietti sarebbe stata donata per le vittime del terremoto e dello tsunami in Giappone.
A metà giugno viene annunciato che i membri Kazuya Kamenashi, Koki Tanaka e Yuichi Nakamaru sarebbero stati i protagonisti del musical Dream Boys dal 3 al 25 settembre. Lo spettacolo commemorava il centesimo anniversario dell'Imperial Garden Theatre e sarebbe stato anche l'ultima serie di spettacoli di Dream Boys.
L'8 settembre 2011 è stato confermato che i KAT-TUN sarebbero stati i conduttori del loro nuovo show chiamato KAT-TUN no Zettai Manetakunaru TV (KAT-TUNの絶対マネタクナルTV Katūn no zettai manetakunaru terebi), il primo show che tutti i membri avrebbero condotto insieme sin da quando Cartoon KAT-TUN (カートゥンKAT-TUN Kātūn Katūn) finì a marzo del 2010. Durante la trasmissione del primo episodio, il 18 ottobre, è stato rivelato che lo show avrebbe avuto una durata di soli 10 episodi, fino a dicembre. Il 30 settembre 2011 i KAT-TUN hanno annunciato che per il 30 novembre era prevista l'uscita del loro diciassettesimo singolo, Birth, usata come soundtrack del dorama Yokai Ningen Bem (妖怪人間ベム Yōkai Ningen Bemu, lett. "Bem, il mostro umanoide"). Birth è diventato il loro diciassettesimo singolo al primo posto dell'Oricon's weekly chart sin dal loro debutto.

### 2012:Chain
Hanno iniziato l’anno 2012 con uno show televisivo speciale intitolato KAT-TUN no Sekaiichi Dame Yoru Ni uno spettacolo unico trasmesso la notte del 1 ° gennaio su TBS. Il 13 gennaio, Music Station, presentò il servizio speciale "Most Powerful Group BEST 20” che elencava i 20 gruppi più potenti di tutti i tempi in termini di vendite di singoli e di album, i KAT-TUN erano quotati 16º posto, con 17 singoli e 5 album, per un totale di 8.450.000 di cd venduti. Da Gennaio per un periodo limitato, sono stati protagonisti di corti animati "Ai wa KAT-TUN” doppiati dagli stessi KAT-TUN, per la promozione di giochi per dispositivi mobili Entag. Poche settimane dopo hanno annunciato l'uscita del loro sesto album, intitolato Chain. Questo album ha raggiunto il 1 ° posto nella classifica degli album Oricon e sono così diventati i primi artisti maschili nella storia ad avere sei album consecutivi al primo posto sin dal debutto. L'11 febbraio hanno dato il via al tour nazionale "KAT-TUN Live Tour 2012 Chain". Questo tour ha coperto 12 città, tra cui Sendai. È stato il primo gruppo Johnnys ad esibirsi nelle aree colpite dallo tsunami. Dal 20 al 22 aprile, si sono esibiti al Tokyo Dome. In questi concerti è stato introdotto per la prima volta da un gruppo Johnnys il  "Flash-Tree", illuminazione collegata ad un palco mobile di 25 metri, il più lungo nella storia dell’agenzia di Idol. Il 27 giugno, è stato pubblicato il 18° singolo To The Limit, canzone utilizzata per lo spot pubblicitario di Suzuki Solio Bandit CM. Agli inizi di agosto è annunciato che Sekaiichi Dame Yoru Ni sarebbe diventato un programma regolare a causa del successo ottenuto. Il 19° singolo Fumetsu no Scrum è stato rilasciato il 12 settembre e ha venduto circa 157.000 copie nella prima settimana di rilascio, ed è stato il 19° singolo consecutivo ad essere in vetta alle classifiche dal debutto del 2006. A Settembre Kamenashi Kazuya a preso di nuovo parte allo spettacolo Dream Boys. A novembre, è uscito il DVD KAT-TUN LIVE TOUR 2012 CHAIN TOKYO DOME diventando il 9° DVD musicale consecutivo 1º in classifica fatto dal gruppo.

### 2013: abbandono di Koki Tanaka
Expose ha venduto 155.000 copie nella prima settimana. Con questo, il loro numero di singoli ha raggiunto 20. KAT-TUN è il secondo gruppo di artisti a superare 20 singoli consecutivi dal debutto in cima alla classifica. (I primi sono stati i KinKi Kids nel 2005 con Anniversary). Nell'ottobre 2013, la Johnny's ha rescisso il contratto con Koki Tanaka per aver ripetutamente violato i termini dello stesso, di conseguenza il rapper ha dovuto lasciare l’agenzia e i KAT-TUN, che hanno dovuto variare in parte la performance delle canzoni contenenti i pezzi rap. Il 27 novembre 2013 è stato rilasciato il mini album Kusabi. La traccia Kusabi è stata usata come colonna sonora per il dramma Henshin Interviewer no Yūutsu con Yūichi Nakamaru, mentre Gimme Luv è stata utilizzata nello spot televisivo di Suzuki Solio Bandit. Il 30 e il 31 dicembre hanno tenuto loro il primo “Countdown concert” al Kyocera Dome ad Osaka e in seguito ne è uscito il DVD.

### 2014:come Here
Nei primi giorni dell’anno si è tenuto alla Yokohama Arena il “KAT-TUN SHIN SHUN KATSU MODE” ovvero un fan meeting. In Fact singolo uscito a giugno 2014 con l'etichetta J-One Records è stata la colonna sonora principale della serie televisiva First Class. La canzone ha debuttato in cima alla classifica settimanale, con oltre 146.000 copie vendute, diventando il 22° singolo consecutivo dal debutto in cima alla classifiche. Il 25 giugno è uscito l'album come Here. Il titolo ha solo una lettere maiuscola, la “H” come riconoscimento verso gli “Hyphens”(trattini), ovvero i fan dei KAT-TUN e inoltre l’"H" è l'ottava lettera dell'alfabeto e come Here è stato il loro 8º album e i KAT-TUN sono diventati il primo gruppo nella storia ad avere 8 album consecutivi in vetta alle classifiche, dal debutto, secondo Oricon. Nell’estate 2014 hanno fatto un tour nazionale, conclusosi il 31 dicembre con il “Countdown concert” al Kyocera Dome ad Osaka. Il “KAT-TUN LIVE TOUR 2014 come Here” è stato il loro 11º DVD.

### 2015: 9º anniversario
Il singolo Dead or Alive è stato lanciato il 21 gennaio 2015 e ha debuttato al primo posto nella classifica settimanale Oricon, vendendo oltre 19,000 copie nella prima settimana. È la canzone dei titoli di coda del film Joker Game che ha Kamenashi Kazuya come protagonista. Per festeggiare 9 anni dal debutto, a maggio hanno tenuto 2 giorni di concerti al Tokyo Dome, di cui in seguito è uscio il loro 12º DVD, Quarter. Il 24 novembre 2015, prima della loro esibizione al Best Artist, Junnosuke Taguchi ha sorpreso il pubblico annunciando di aver deciso di abbandonare non solo KAT-TUN ma anche da Johnny's Entertainment e che si sarebbe ritirato dal mondo dello spettacolo settore entro la primavera dell'anno successivo.

### 2016: 10º anniversario e periodo di ricarica
Nei primi mesi dell’anno, hanno pubblicato altri due singoli: Tragedy il 10 febbraio, seguito da Unlock il 2 marzo, entrambi hanno raggiunto il top della classifica Oricon. A fine del mese di marzo Junnosuke Taguchi ha concluso il contratto con l’agenzia, lasciando i KAT-TUN in 3. Per festeggiare comunque il 10º anno di attività i restanti membri della band hanno lanciato l’album 10TH ANNIVERSARY BEST “10Ks!” con giorni di concerti al Tokyo Dome al termine dei quali il gruppo ha preso un periodo di pausa (da loro chiamato "periodo di ricarica") ma hanno comunque continuato i propri progetti individuali.

### 2018: ripresa della attività
Il 1º gennaio durante l'annuale concerto “Johnny's Countdown”, con grande sorpresa dei fan,  i KAT-TUN sono saliti sul palco e hanno comunicato in diretta che il periodo di pausa era terminato e avrebbero ripreso le attività del gruppo. Il 18 aprile è stato pubblicato Ask Yourself, il loro 27º singolo consecutivo dal debutto in cima alla classifica. Dal 20 al 22 aprile hanno tenuto 3 giorni di concerti al Tokyo Dome per festeggiare l’undicesimo anniversario. In seguito è uscito il DVD dei concerti, Union. Il 18 luglio, dopo 4 anni dal precedente, è stato lanciato sul mercato il loro 9º album, CAST; (il primo album con tre membri della band) e ne ha seguito il tour estivo.

## Formazione

### Attuali
- Kazuya Kamenashi (亀梨 和也?, Kamenashi Kazuya, nato il 23 febbraio 1986)
- Yūichi Nakamaru (中丸 雄一?, Nakamaru Yūichi, nato il 4 settembre 1983)
- Tatsuya Ueda (上田 竜也?, Ueda Tatsuya, nato il 4 ottobre 1983)

Kazuya Kamenashi è il membro più giovane dei KAT-TUN. Solitamente descritto come il più affidabile, è generalmente considerato il leader non ufficiale del gruppo facendo da portavoce nelle interviste. È stato votato dai Juniors come il più popolare del gruppo. Conosciuto anche per il suo talento nel baseball, ha rappresentato una volta il Giappone ai mondiali giovanili. Tuttavia, a causa della mancanza di tempo dopo essere entrato nel mondo dello spettacolo, ha abbandonato il sogno di diventare un professionista, nonostante godesse del supporto di Johnny Kitagawa in persona per poter continuare sia la carriera artistica che quella sportiva. Kamenashi ha debuttato prima del resto del gruppo come parte di "Shūji to Akira " (insieme a Tomohisa Yamashita) con una sola canzone, "Seishun Amigo", colonna sonora del drama "Nobuta wo Produce" e poi diventata nel 2005 il singolo più venduto del Giappone (più di 1,6 milioni di copie). Attore affermato e più volte premiato per i ruoli interpretati in diversi drama televisivi - il giù citato Nobuta wo Produce, Gokusen 2, Kami no Shizuku, Yamato Nadeshiko shichi henge (serie televisiva) -, è anche il protagonista di Yuuki, Tatta Hitotsu no Koi, Suppli e 1 Pound no Fukuin (One Pound Gospel). Ha fatto il suo debutto nel grande schermo con il film che conclude la serie di Gokusen, "Gokusen: The Movie", l'11 luglio 2009. Oltre ad aver vinto molti premi come attore, ha più volte scritto i testi di canzoni poi interpretate da lui stesso. La prima canzone da lui scritta è "Kizuna", risalente a fine del 2005 (usata come insert song del dorama "Gokusen 2"); hanno seguito poi "Special Happiness", composta alla fine del 2006 e che è un duetto tra lui e il compagno di band Junnosuke Taguchi. Recentemente, l'ultima canzone che porta la sua firma è "Aishiteiru kara", cantata per la prima volta durante il tour del 2009 "Break the records" e inserita come B-Side nel singolo "Love Yourself". Generalmente firma i suoi testi con lo pseudonimo K².
Yūichi Nakamaru è il membro più anziano dei KAT-TUN. Nakamaru è il primo ed unico membro della Johnny's a sapere fare human beatboxing e percussione vocale. Completamente autodidatta, dice di averlo imparando studiando migliaia di esempi di album hip-hop poco dopo che i KAT-TUN erano stati formati; il motivo era l'avere un'abilità "particolare" che lo differenziasse dai suoi compagni. Molto spesso condivide il ruolo di MC con Kamenashi nelle interviste e dei talk dei concerti, ma caratterialmente è piuttosto timido e riservato e mostra la sua natura mite soprattutto agli estranei. Ha anche la fobia delle altezze, più volte dimostrata anche nel loro show "Cartoon KAT-TUN", tanto che il gruppo ha tentato di attenuarla facendogli eseguire i bungee jumping per 10 giorni consecutivi durante il concerto "Break The Records" nelle tappe del Tokyo Dome, nel maggio del 2009. Attualmente sta studiando presso l'Università Waseda per laurearsi in scienze ambientali. Nakamaru non ha una lunga storia come attore, ma ha recitato in "Sushi Ouji!" e, soprattutto, ha avuto il suo primo ruolo da protagonista nell'importante drama "Rescue", del quale i KAT-TUN hanno eseguito l'omonima canzone portante.
Tatsuya Ueda è il membro più calmo della band. Ironicamente, era stato scelto come leader dei KAT-TUN ai loro esordi, ma quest'idea venne abbandonata perché, come ha detto lui stesso, tutti i membri hanno una personalità troppo forte ed individualista per avere bisogno di un leader. A tutt'oggi, i KAT-TUN non hanno un leader ufficiale. Ueda suona piano e chitarra ed è un abile compositore di testi; in passato ha scritto canzoni per il gruppo (come "Le ciel"), e ha scritto tutte le canzoni che canta da solo. È stato il primo membro dei KAT-TUN ad avere una serie di concerti da solista; il tour, chiamato "Mouse Peace" e attivo nel settembre del 2008, presentava non solo esibizioni canore di vario genere, che spaziavano dal genere rock al dance, ballad, e folk, ma anche scene d'intrattenimento di arti marziali. Nel 2010, tra agosto e settembre, ha fatto una seconda serie di concerti dal titolo "Mouse Peace uniting with FiVe". Ueda è un bravissimo pugile e pratica questo sport ogni giorno da svariati anni; sembra che il suo livello sia sufficiente da poter ottenere una licenza da professionista, se lo desiderasse. Ha fatto il suo debutto come attore nel musical "Romeo & Juliet" nel marzo del 2009, dove ha recitato la parte di Romeo. Nella primavera del 2009 ha avuto il suo primo ruolo in un drama, "Konkatsu!", con Masahiro Nakai (degli SMAP) e la famosa attrice Aya Ueto. Nel luglio del 2009, Ueda ha vinto il suo primo premio per TV Navi's Best New Actor proprio per il suo ruolo in questo drama.

### Ex componenti
Jin Akanishi (赤西 仁?, Akanishi Jin, nato il 4 luglio, 1984)
Jin Akanishi era la seconda voce principale ed il membro più importante dopo Kamenashi. Aveva già lasciato temporaneamente il gruppo per circa 6 mesi il 6 ottobre del 2006, tornando il 19 aprile 2007, per motivi di studio: era infatti andato a Los Angeles per studiare l'inglese, proprio quando i KAT-TUN avevano appena debuttato. Akanishi suona chitarra e pianoforte e anche lui ha composto alcune canzoni, per se stesso e per il gruppo (come "Love or Like" o "Butterfly", duetto tra lui e il compagno di band Ueda), mentre la canzone più famosa da solista scritta da lui è "Care", contenuta in "Break The Records". Ha lavorato anche come attore di dorama, avendo dei ruoli di primo piano in Gokusen 2 (assieme a Kazuya Kamenashi), Anego e Yukan Club. Ha anche doppiato nel 2008, dando la voce a Speed Racer nell'omonimo film. Ha fatto il suo debutto sul grande schermo col film "Bandage", che è uscito nelle sale cinematografiche Giapponesi il 16 gennaio del 2010. Per il film Jin ha dovuto incidere diverse canzoni, come l'omonima "Bandage"; per l'occasione è stata creata una band temporanea, la stessa di cui il film narra la storia, chiamata Lands e per la quale Akanishi è leader e voce solista. Le canzoni sono raccolte nell'album "Olympos". Durante il febbraio del 2010 è stato impegnato col suo primo tour da solista, "You&Jin", prima in Giappone e infine, a giugno dello stesso anno, in America. 
Il 17 luglio 2010 la Johnny & Associates ha annunciato che Akanishi Jin non parteciperà alle attività del gruppo nel corso del resto dell'anno in modo da potersi dedicare alla sua carriera da solista. A fine agosto 2010, inoltre, il sito ufficiale è stato aggiornato cancellando definitivamente il suo nome dalla pagina dei KAT-TUN e aprendo una sua sezione a parte.
Kōki Tanaka (田中 聖?, Tanaka Kōki, nato il 5 novembre 1985)
Kōki Tanaka è il rapper del gruppo e scrive da sé i testi che canta. Il suo passato nei KAT-TUN è piuttosto travagliato: agli esordi, infatti, per sua stessa ammissione, odiava gli altri membri e ha pensato più volte (andando direttamente dal direttore) di lasciare i KAT-TUN appena formati nel 2001. Ha cambiato idea dopo il primo concerto del gruppo, e attualmente dimostra molto spesso l'affetto che ha maturato per i suoi compagni nel corso degli anni. Influenzato dall'hip-hop, fin da piccolo si esercita nel rap e grazie al collega di casa discografica Shou Sakurai - che canta i pezzi rap per gli Arashi - che ha "aperto la pista", ha deciso di rivestire questo ruolo nei KAT-TUN. Con il compagno di band Nakamaru forma un duo comico, i TaNaka (l'unione dei loro cognomi), e si esibiscono spesso in brevi scenette durante i concerti. Come attore ha vinto un premio per il suo ruolo in "My Boss, My Hero"; è anche in Byakkotai (film) e Tatta Hitotsu no Koi, e ha avuto il suo primo ruolo da protagonista nel 2007 in Tokkyu Tanaka 3 Go. Il 30 settembre 2013 la società lo ha licenziato per aver violato le condizioni contrattuali.
Junnosuke Taguchi (田口 淳之介?, Taguchi Junnosuke, nato il 29 novembre 1985)
Junnosuke Taguchi è famoso per il suo talento nel ballo e le abilità acrobatiche. Ha subito un'operazione nel febbraio del 2004, dopo aver subito un trauma al ginocchio durante le prove e non ha potuto tornare al lavoro prima dell'agosto 2004. Taguchi è il membro più allegro e spensierato: fa spesso giochi di parole o freddure, e tende a saltare inaspettatamente da un argomento all'altro durante gli incontri e le interviste, inducendo gli altri membri a definirlo come "KY" ("kuuki yomenai", ovvero una persona che non sa interpretare l'atmosfera opportunamente). Il suo gioco di parole più famoso, che usa spesso come autopresentazione, è "iriguchi, deguchi, Taguchi desu" (letteralmente "entrata, uscita, sono Taguchi!", giocando sul significato della parola "kuchi", ingresso, presente nel suo cognome). 
Taguchi ha vinto dei premi come attore per i ruoli in Mohou-han, Ganbatte Ikimasshoi, Happy!, Happy! 2, Hanayome to Papa e Yukan Club.

## Discografia
- 2006: Best of KAT-TUN
- 2007: Cartoon KAT-TUN II You
- 2008: KAT-TUN III: Queen of Pirates
- 2009: Break the Records: By You & For You
- 2010: No More Pain
- 2012: Chain
- 2013: 「楔- kusabi -」 (mini-album)
- 2014: come Here
- 2018: CAST
- 2019: IGNITE